# Valeriano di Tournus
Valeriano è un martire cristiano dei primi secoli dell'era volgare, decapitato a Tournus tra il II e il IV secolo.

## Il culto
Subì il martirio a Tournus e fu sepolto nell'antico cimitero a mezzo chilometro a nord di quella città. Il suo culto è antico e testimoniato da un latercolo del martirologio geronimiano e da un passo del De gloria martyrum di Gregorio di Tours, che però non forniscono alcuna informazione sulla sua vita o sulle circostanze e l'epoca del suo martirio.
Due vite tarde (risalenti ai secoli X e XI) e leggendarie, censuite dalla Bibliotheca hagiographica latina, ne fanno un cristiano lionese sfuggito alla persecuzione in cui perirono Potino e Blandina che, catturato dal preside Prisco (il cui nome compare anche negli atti del martirio di Marcello, a Chalon), fu torturato con unghie di ferro e, infine, decapitato.
Sulla sua tomba sorse un'abbazia che era già in piena decadenza quando, nell'875, Carlo il Calvo la affidò ai monaci fuggiti da Noirmoutier con le reliquie di san Filiberto; i monaci, divenuti proprietari del monastero, lo fecero riedificare e fortificare nell'899.
Le sue reliquie, conservate in parte nell'oratorio dedicato al martire e in parte nella chiesa del monastero superiore di Tournus, furono profanate e disperse dagli ugonotti nel 1562.
Papa Leone XIII, con decreto del 24 novembre 1900, ne confermò il culto con il titolo di santo.
Il suo elogio si legge nel martirologio romano al 15 settembre.